# Sveriges herrlandslag i vattenpolo
Sveriges herrlandslag i vattenpolo representerar Sverige i vattenpolo på herrsidan, och tillhörde världseliten under första halvan av 1900-talet. Sverige vann aldrig någon stor turnering, men det blev OS-brons 1908 och 1920, OS-silver 1912 samt EM-silver 1926, 1947 och 1950. Efter EM-silvret 1950 har Sverige av någon anledning gått tillbaka, och i början av 2000-talet är Sverige inte ens i närheten av världseliten, och få svenskar känner till Sveriges tidigare framgångarna i sporten.
Första matchen spelades i London den 20 juli 1908 under den olympiska turneringen, och förlorades med 4-8 mot Belgien.
Laget deltog vid 1980 års olympiska turnering i Moskva då man fick en friplats på grund av att flera länder bojkottade spelen.

### Fotnoter
1. ↑  Gustafsson, Stig. Bollsportens först och störst. Forum
2. ↑  ”Vattenpolons historia” ( PDF). Svenska simförbundet. sid. 2. Arkiverad från originalet den 20 augusti 2021. https://web.archive.org/web/20210820150055/https://www.svensksimidrott.se/globalassets/svenska-simforbundet-vattenpolo/dokument/historikvattenpolo.pdf. Läst 8 september 2011.